# Bank Rossija
La Bank Rossija (in russo Банк «Росси́я»?) è una banca russa fondata nel 1990 con sede a San Pietroburgo.
La banca è considerata dagli Stati Uniti come la cassa personale di Vladimir Putin in Russia.  I Panama Papers hanno rivelato che la banca ha costruito un network di società ombra utilizzate per i depositi offshore della élite russa.

## Storia
Il 23 agosto 1990, fu emesso un memorandum segreto di Vladimir A. Ivaško, vice segretario generale di Michail Gorbačëv, per organizzare il trasferimento dei fondi del PCUS, il finanziamento del PCUS e il sostegno delle sue operazioni attraverso associazioni, imprese, fondazioni, che devono agire come economia invisibile. Bank Rossija era una delle centinaia di imprese che i responsabili finanziari del PCUS usavano per custodire l'oro del partito.
Nel 1990, il comitato del PCUS dell'Oblast' di Leningrado divenne il maggiore azionista della Bank Rossija (48,4%) ma dopo il tentativo di colpo di stato nell'agosto 1991 l'attività della banca fu congelata il 2 settembre 1991 in quanto correlata al PCUS. Fu la prima banca commerciale a detenere conti per le operazioni economiche estere sia del comitato regionale del PCUS che della direzione locale del KGB.
Nel dicembre 1991 la sua attività riprese, poiché le azioni erano state riscattate il 29 dicembre 1991 da alcune imprese membri dell'"Associazione delle joint venture di Leningrado", le cui azioni erano detenute da Vladimir Jakunin, Jurij Koval'čuk, Michail Markov, Viktor Mjačin, Andrej Fursenko, Sergej Fursenko, Jurij Nikolaev.

### I deflussi di capitali
Nel marzo 1992, il governo di Boris El'cin incaricò la Kroll Associates di rintracciare e trovare ingenti somme di denaro che erano state fatte uscire dall'Unione Sovietica prima del putsch dell'agosto 1991. Sempre quell'anno, il primo vice primo ministro Egor Timurovič Gajdar disse: "Il 1991 ha visto la privatizzazione su larga scala effettuata dalla nomenklatura, la privatizzazione da parte di funzionari per il proprio beneficio personale". Gajdar definì criminali i comunisti e i funzionari del KGB e che una "vigorosa ricerca" delle tracce di denaro finite all'estero mostrava un deflusso all'estero praticamente incontrollato prima del crollo dell'Unione Sovietica nell'estate del 1991.  Il 15 marzo 1992, il governo russo congelò tutti i deflussi di capitali dalla Russia. Il 4 aprile 1992, El'cin ha emanato il decreto "La lotta alla corruzione nel servizio pubblico" per garantire la massima trasparenza dei funzionari e delle loro istituzioni fornendo un elenco dei loro obblighi finanziari, passività, titoli, reddito, depositi bancari, partecipazioni immobiliari e loro beni personali e per vietare ai funzionari di possedere imprese.
Nell'aprile del 1992, la Kroll Associates iniziò le sue indagini con Joseph Serio a capo delle ricerche a Mosca. con a fianco Joseph Rosetti, il vice presidente della società. La Kroll Associates stabilì che più di 14 miliardi di dollari nel 1991 erano stati trasferiti dalla Svizzera a New York prima del putsch dell'agosto 1991. Inoltre, il Partito Comunista dell'ex Unione Sovietica insieme ad altre agenzie governative, come il KGB, aveva trasferito più di 40 miliardi di dollari fuori dal paese. I cespiti della Vnešėkonombank sono stati congelati durante l'indagine. Tuttavia, numerose transazioni sono state effettuate per aggirare le restrizioni del flusso di capitali, spesso con la Barclays Bank britannica a Cipro che fungeva da centro di riciclaggio di denaro per funzionari pubblici di San Pietroburgo e Mosca. Secondo Valerij Macharadze, ispettore capo del governo, molte società per azioni sono state costituite per fornire un mezzo illegale per i deflussi di capitali dalla Russia, come l'"Associazione degli accordi tra imprese di Leningrado" e KOLO.
Divennero così ricchi oligarchi russi numerosi ex funzionari del KGB, comunisti di spicco come Oleg Beljakov, ex comunisti che dirigevano il dipartimento del Comitato Centrale del partito che si occupava dell'industria della difesa, così come Leonid Kravčenko, che era l'ex capo della televisione di stato e della compagnia radiofonica. Jules Kroll, il capo della Kroll Associates, scoprì centinaia di transazioni illecite con massicci deflussi di capitali. Questo deflusso di capitali dall'Unione Sovietica e dalla Russia contribuì direttamente alle gravi condizioni economiche in Russia durante il secondo mandato di Boris El'cin, portando al suo collasso e dando il via all'era di Vladimir Putin come Presidente della Russia.